# Німці в Хорватії
Німці Хорватії — офіційно визнана автохтонна національна меншина Хорватії, що за законом обирає свого спеціального представника до хорватського парламенту, як і представники одинадцятьох інших нацменшин. У державі налічується понад 2900 осіб, які вважають себе німцями, більшість із них — дунайські шваби. Хорватські німці здебільшого зосереджені у східній Славонії в районі навколо Осієка (нім. Esseg).

## Етнологія
Ця етнічна громада традиційно населяла північну Хорватію та Славонію. У ранній новий період вони переселялися з інших земель Габсбурзької монархії, а на території сучасної Хорватії переважно заселили територію Військового порубіжжя. Дунайські шваби, що оселилися в Західній Славонії, зазнали сильної хорватизації. Хорватська інтелігенція визнала німецьку меншину тільки в 1865 році.

## Історія

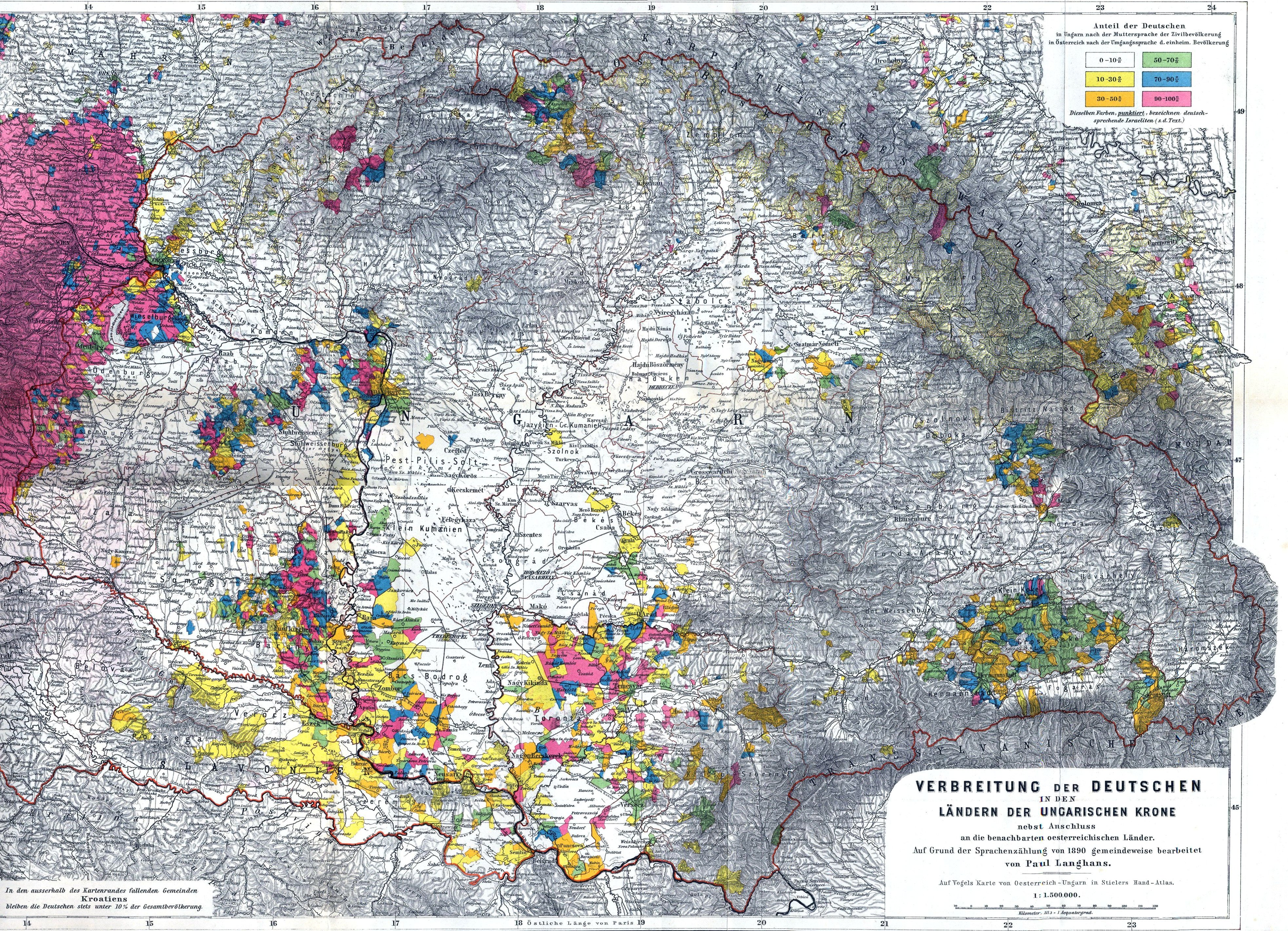
Етнічні німці в австро-угорських землях, перепис 1890 р.

З розпадом Австро-Угорської імперії і заснуванням Королівства сербів, хорватів і словенців німці Хорватії стали меншістю. 1920 року вони створили культурну асоціацію «Культурбунд», але 11 квітня 1924 року міністр внутрішніх справ Светозар Прибичевич розпорядився її заборонити. За наступного уряду Любомира Давидовича і Демократичної партії заборону було скасовано.
1922 року було створено Партію німців (нім. Partei der Deutschen). Вона існувала до її заборони в 1929 році в контексті диктатури короля Олександра.
За переписом 1900 року, німецьке населення Хорватії сягнуло 85 781 особи. Австро-угорський перепис 1910 року засвідчив 134 тис. німців. Проте у зв'язку з вигнанням німців після Другої світової війни це число різко впало. У повоєнний час 100 000 югославських німців втекли в Австрію. Цього населення не торкнулася Потсдамська угода, що перешкодило їхній репатріації в Німеччину. Союзники розглядали їх як громадян Югославії та домагалися їх репатріації туди. Однак 4 червня Комуністична партія Югославії видала указ, яким позбавила югославських німців громадянства. Відтоді їхнє майно було конфісковано, а більшість їх осіла в Німеччині та Австрії. Декому вдалося потрапити назад у Югославію і повернутися до своїх домівок.
В історично переважно німецькому містечку Чеминаць в 1906—1907 роках побудували парафіяльну церкву Пресвятого Серця Христового. 1945 року німецьке населення міста було вимушене покинути домівки. Після демократичних змін у Хорватії в 1990 році колишні мешканці міста, які проживали переважно в Німеччині, полагодили церкву. Однак 10 квітня 1992 року в ході хорватської війни за незалежність храм спалили сербські сили. 2001 року уряд Хорватії на різних рівнях посприяв його ремонту, який було проведено до 2005 року.
1996 року Хорватія та Німеччина підписали угоду щодо полегшення позначання німецьких могил у Хорватії з часів двох світових воєн. У Пулі, Спліті та Загребі є німецькі військові кладовища. 2005 року хорватський уряд ухвалив комплексний закон про повернення націоналізованого австрійського майна його законним власникам.

## Демографія
Згідно з переписом населення Хорватії 2011 року, у цій країні проживає 2965 німців.
| Жупанія                | Кількість німців | Відсоток від загалу |
| ---------------------- | ---------------- | ------------------- |
| Осієцько-Баранська     | 813              | 27,4%               |
| Місто Загреб           | 364              | 12,3%               |
| Приморсько-Горанська   | 237              | 8,0%                |
| Істрія                 | 226              | 7,6%                |
| Сплітсько-Далматинська | 220              | 7,4%                |
| Задарська              | 176              | 5,9%                |
| Вуковарсько-Сремська   | 137              | 4,6%                |
| Загребська             | 109              | 3,7%                |

## Географія
Основні раніше заселені німцями місцевості у Славонії включають:
- Дарда (Darda)
- Ягодняк (Katschfeld)
- Йосиповаць-Кравиці (Oberjosefsdorf-Krawitz)
- Кула (Kula-Josefsfeld)
- Осієк (Esseg)
- Сарваш (Sarwasch-Hirschfeld)
- Сатниця Джаковацька (Satnitz)
- Славонський Брод (Brod)
- Харкановці (Kawinz)

Багато німецьких поселень було у прилеглій області Срем (Syrmien), там навіть досі є село під назвою Ніємці. Основні місцевості в хорватській частині Срему, раніше заселені німцями, включають:
- Вуковар (Wukowar)
- Ново Село (Нойдорф), нині західна частина Вінковців
- Опатоваць (Sankt Lorenz)
- Ловас (Lowas)
- Ярмина (Jahrmein)
- Берак
- Томпоєвці
- Товарник (Sankt Georg)
- Ілача (Illatsch)
- Свиняревці
- Бапська (Babska)
- Оролик
- Бановці
- Нові Янковці (Neu-Jankowzi)
- Ернестиново (Ernestinenhof)

Німецькі поселення в Західній Славонії:
- Храстоваць (Eichendorf)
- Благородоваць (Blagorodowatz)
- Филиповаць
- Антуноваць
- Доброваць
- Малі Бастаї
- Великий Милетинаць
- Джуловаць (Wercke)
- Ново Звечево (Papuck)

## Культура

### Організації
Німці та австрійці утворили Товариство німців та австрійців Хорватії. У Осієку є німецький культурний центр, а в районі міста працює невелика кількість німецьких шкіл.
Після падіння комунізму та зі здобуттям незалежності Хорватії меншина проводить щорічну наукову конференцію під назвою «Німці та австрійці в хорватському культурному колі».

## Антропологія

### Прізвища
До прикладів хорватизованих німецьких прізвищ у Хорватії належать: Ajhner (Eichner), Bahman (Bachmann), Birer (Bührer), Ceglec (Ziegler), Cukerić (Zucker), Flajs (Fleiss), Fresel (Fressl), Goldštajn (Goldstein), Gotvald (Gottwald), Helfrich (Helfricht), Hohšteter (Hochstädter), Kunštek (Kunst), Majer, Majerić, Majerović (від Mayer/Meyer/Meier), Šmit (Schmidt), Šnidarić, Šnidaršić (Schneider), Špic (Spitz), Špicmiler (Spitzmüller), Šturmer (Stürmer), Šuflaj (Schufflei), Šuper (Schupper), Švarc (Schwarz), Tabajner (Tappeiner), Tišlarić (Tischler), Tunkel (Dunkel), Vinšer (Wünscher), Vitman (Wittman) тощо. Серед прізвищ, які зберегли свою початкову форму, найпоширеніші такі: Mayer/Meyer, Schmidt, Hermann, Bauer, Wolf, Fischer, Schneider, Schwarz, Richter, Müller, Zimmermann, Wagner.

## Відомі представники
- Людевіт Гай (1809—1872) — мовознавець
- Адольфо Вебер Ткалчевич (1825—1889) — філолог, батько з моравських німців
- Йосип Штадлер (1843—1918) — католицький архієпископ зі Славонського Броду
- Іван Мерц (1896—1928) — католицький святий, з Бані-Луки
- Павао Штоос (1806—1862) — католицький священник і поет із Загреба
- Антон Гайсер (1924—2012) — нацист, із Джакова
- Рікард Йоргованич (1853—1880) — письменник, із Крапини-Загір’я, батько богемський німець
- В'єкослав Клаїч (1849—1928) — історик, зі Славонського Броду, мати німкеня
- Павао Ріттер Витезович (1652—1713) — письменник і дипломат, батько німець
- Велимир Найдгардт (нар. 1943) — архітектор із Загреба
- Франьо Майкснер (1841—1903) — академік, професор, з Осієка
- Фердинанд Кульмер (1925—1998) — художник із Загреба
- Людевіт Йонке (1907—1979) — мовознавець, із Карловаца
- Йосип Хамм (1905—1986) — славіст, з Осієцько-Баранської жупанії
- Желько Райнер (нар. 1953) — політик, із Загреба
- Йосип Шлоссер (1801—1882) — лікар
- Йосип Зайсель (1904—1987) — архітектор, з Крапинсько-Загірської жупанії
- Йосип Юрай Штросмаєр (1815—1905) — політик, римо-католицький єпископ і благодійник з Осієка
- Анте Шерцер (1896—1968) — лікар із Пожеги
- Іво Шлаус (нар. 1931) — фізик зі Спліта
- Райко Грлич (нар. 1947) — кінорежисер із Загреба
- Бранко Шмідт (нар. 1957) — кінорежисер з Осієка
- Радован Фукс (нар. 1953) — науковець і політик, міністр науки та освіти в уряді Хорватії з 2020 року
- Гордон Шильденфельд (нар. 1985) — футболіст «Шибеника»
- Желько Кенігскнехт (нар. 1961) — кіноактор із Вуковара
- Інге Апельт (нар. 1943) — актриса